# Carl Peter Thunberg
Carl Peter Thunberg (Jönköping, 11 de novembro de 1743 — Thunaberg, Uppsala, 8 de agosto de 1828) foi um explorador, naturalista e botânico sueco. Depois de estudar com Lineu na Universidade de Uppsala, ele passou sete anos viajando pelo sul da África e Ásia, coletando e descrevendo muitas plantas e animais novos para a ciência europeia e observando as culturas locais. Ele foi chamado de "o pai da botânica sul-africana", "pioneiro da medicina ocidental no Japão" e o " Lineu japonês".

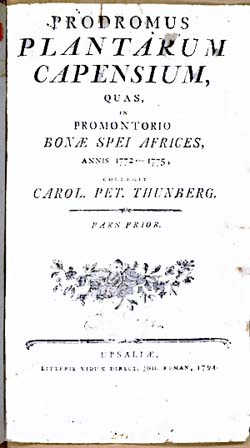
Prodromus plantarum

## Vida
Em 1771, durante uma viagem à Holanda, estudou o Jardim Botânico de Amsterdã e o Jardim Botânico de Leiden, com seus museus associados. Ele é convidado a visitar as colônias holandesas e o Japão a fim de coletar espécimes para os jardins botânicos holandeses. Partiu em dezembro de 1771 como médico de bordo em um navio da Companhia Holandesa das Índias Orientais. Na Cidade do Cabo permaneceu por três anos para aprender holandês. Sua intenção era se fazer passar por holandês no Japão, um país aberto apenas a mercadores protestantes holandeses. Durante a sua estada fez numerosas expedições ao interior, muitas vezes enfrentando perigos consideráveis, a fim de recolher amostras botânicas e animais.
Em março de 1775, Thunberg partiu para a ilha de Java e permaneceu na Batávia por dois meses. Em agosto de 1775, ele chegou à sede da Companhia Holandesa das Índias Orientais na pequena ilha artificial de Dejima (apenas 120 por 75m) na Baía de Nagasaki, ligada ao continente por um aterro. Ele trabalha lá como cirurgião (1775-1776). Como os outros holandeses desta pequena colônia, ele praticamente nunca teve permissão para deixar a ilha. No entanto, ele conseguiu realizar algumas pesquisas botânicas; para obter mais espécimes, negocia com os intérpretes a troca de conhecimentos da medicina ocidental por novos espécimes vegetais.
Em meados de 1776 teve a oportunidade de acompanhar o diretor da colônia holandesa durante uma visita ao Japão do xogum de Edo (antigo nome de Tóquio). Durante esta longa jornada ele conseguiu criar um herbário com inúmeras plantas roubadas.
Thunberg deixou o Japão em novembro de 1776. Após uma curta parada em Java, chegou a Colombo, Ceilão (atual Sri Lanka), em julho de 1776. Fez inúmeras viagens dentro da ilha, especialmente para visitar a colônia holandesa de Galle. Ele continua, é claro, coletando espécimes para seu herbário.
Em fevereiro de 1778, Thunberg trocou o Ceilão por Amsterdã. Em sua viagem de volta, ele parou por duas semanas na Cidade do Cabo e chegou a Amsterdã em outubro de 1778. Ele foi primeiro para Londres, onde conheceu Sir Joseph Banks. Viu a coleção japonesa do naturalista alemão Engelbert Kaempfer (1651-1716), que esteve em Dejima antes dele. Ele também conheceu Johann Reinhold Forster, que lhe mostra suas coleções reunidas durante a segunda viagem de James Cook. Ele voltou para a Suécia em março de 1779, onde soube da morte de Lineu, ocorrida um ano antes. Alguns anos depois, em 1781, ele assumiu o cargo de professor de medicina e história natural na Universidade de Uppsala.
Os resultados de sua pesquisa foram publicados sob o título de Flora Japonica em 1784. Ele atribuiu o epíteto de japonica a numerosas novas espécies; a maioria deles na verdade veio da China tendo sido importada para o Japão para enfeitar os jardins do país.
Em 1788, ele publicou os relatos de suas viagens sob o título de CP Thunberg's Travels in Japan via Cape of Good Hope, the Sunda Islands, etc. O relato de sua estada em Dejima é bastante triste.
Completou seu trabalho botânico Prodomus plantarum em 1800, Icones plantarum japonicarum em 1805 e Flora capensis em 1813. Publicou numerosos artigos em revistas científicas suecas e outras. Foi nomeado membro honorário de 26 sociedades científicas. Autor prolífico, 112 obras são atribuídas a ele.
O gênero tropical Thunbergia (da família Acanthaceae) é dedicado a ele. Mais de 250 espécies de plantas e até alguns animais foram dedicados a ele.

## Publicações selecionadas
- Botânica
  - Flora Japonica (1784)
  - Prodromus Plantarum Capensium (Uppsala, 1794).
  - Flora Capensis (1807, 1811, 1813, 1818, 1820, 1823)
  - Voyages de C.P. Thunberg au Japon par le Cap de Bonne-Espérance, les Isles de la Sonde, etc.
  - Icones plantarum japonicarum (1805)
- Entomologia
  - Donationis Thunbergianae 1785 continuatio I. Museum naturalium Academiae Upsaliensis, pars III, 33-42 pp. (1787).
  - Dissertatio Entomologica Novas Insectorum species sistens, cujus partem quintam. Publico examini subjicit Johannes Olai Noraeus, Uplandus. Upsaliae, pp. 85–106, pl. 5. (1789).
  - D. D. Dissertatio entomologica sistens Insecta Suecica. Exam. Jonas Kullberg. Upsaliae, pp. 99–104 (1794).